# Eternidade
Eternidade, na filosofia clássica que se refere, no sentido comum, ao o que é atemporal ou o que existe fora do tempo, enquanto a sempiternidade corresponde à duração infinita. No sentido filosófico, refere-se a algo que não pode ser medido pelo tempo, porquanto o transcende. Nesse sentido, eterno é algo sem começo e nem fim. Como o conceito de ouroboros ou oroboro que é o início que morde o próprio fim, representado por uma cobra ou dragão que morde a própria cauda. Outro exemplo clássico do ser eterno é o Deus judaico-cristão. Na linguagem comum, é uma quantidade infinita de tempo que nunca termina ou a qualidade, condição ou fato de ser eterno ou perpétuo.

## Etimologia
A palavra 'eternidade' vem do latim aeturnus, termo que, por sua vez, é uma derivação de aevum, que significa 'era' ou 'tempo'. O termo costuma ser entendido em dois sentidos. No sentido comum, significa  ‘sempiternidade’ (do latim sempiternus,a,um: 'perpétuo, eterno, imortal'), isto é, duração  ou tempo infinito. Já no sentido mais usual entre os filósofos, corresponde a atemporalidade, ou seja, a algo que não pode ser medido pelo tempo, pois o transcende.

## Eternidade como um atributo de Deus

### Teologia
Uma definição de eternidade é dada pelo teólogo Boécio como a "posse, sem sucessão e perfeita, de uma vida interminável" (interminabilis vitae tota simul et perfecta possessio), essa definição, adotada pelos escolásticos, no que tange à característica intrinsecamente e unicamente divina, implica 4 coisas:
- uma vida;
- sem começo nem fim;
- nem sucessão; e
- do mais perfeito tipo.

Nessa visão, Deus não apenas existe, mas viveu durante um tempo infinito no passado e continuará vivendo para sempre, englobando todas as noções de vida que temos de qualquer ser vivente, sendo que a vida divina é perfeita a ponto das "ideias humanas e suas terminologias serem incapazes de descrevê-la", e que Deus vive em um eterno e imutável presente.
Agostinho de Hipona também se propõe a tentar resolver essa questão nos livros 10 e 11 de Confissões, apresentando a pergunta: "Se Deus é eterno, o que Ele fazia antes da criação do mundo?". Agostinho argumenta que essa pergunta só faria sentido se assumíssemos que Deus e o mundo são entes separados que existem num mesmo contínuo temporal, respondendo que Deus não criou o mundo no tempo, mas com o tempo, portanto ambos o Universo e o tempo seriam criações divinas.

### Atemporalidade
Outro entendimento seria dizer que Deus é um Ser atemporal (existe fora do tempo), que o passado, presente e futuro para Ele seriam apenas o "presente", muitos filósofos argumentam que isso poderia gerar uma contradição nos atributos divinos, de que Deus não poderia ser onisciente e atemporal ao mesmo tempo, Ele poderia saber todos os fatos do passado, presente e futuro, mas não poderia saber se um fato presente está acontecendo no presente, do jeito que o concebemos, explicando em outras palavras, Deus sabe todos os fatos, mas não sabe todas as proposições, e que tal Deus seria incapaz de intervir num mundo temporal, visto que mesmo que Ele saiba a ordem temporal dos acontecimentos, Ele não saberia dizer quais, no presente momento, são passado, presente ou futuro.
- O ouroboros
- O "nó sem fim", um símbolo da eternidade utilizado no Budismo Tibetano.
- Infinito variações de símbolos
- Arte popular, mapa alegórico "Os 3 Caminhos para a Eternidade" de Mateus 7:13–14 do lenhador Georgin François (1801–1863) em 1825.
- Jacopo da Sellaio, Triunfo da Eternidade, 1485-1490
- Uma mulher clássica alegórica c. 1670, representando a eternidade.[a]